# 物質誘發的精神病
物質誘發的精神病（俗稱中毒性精神病或藥物誘發性精神病）是一種歸因於物質中毒、戒斷或近期攝入精神活性藥物的精神病形式。這種精神病是由各種物質（如藥用和非藥用物質、合法和非法藥物、化學物質及植物）的作用引起的。多種精神活性物質被認為會導致或加重使用者的精神病症狀。

## 症狀與體徵
精神病表現為定向障礙、視幻覺和/或觸幻覺。 這是一種人的心智能力無法辨識現實、與他人溝通和建立關係的狀態，從而影響應對生活需求的能力。 雖然精神病有多種類型，但物質誘發性精神病的原因可追溯到特定化學物質的攝入。要正確診斷物質誘發性精神障礙，必須確定表現出的幻覺或妄想是在中毒、戒斷期間或使用物質後一個月內開始的，且這些症狀與非物質誘發性精神障礙無關。

## 治療
由於物質誘發性精神病是由攝入一種或多種物質引起的，治療方法主要依賴於解毒和停用該物質。 解毒和成癮治療中心通常提供康復計劃，包括住院和門診治療選擇、支持小組和長期治療方案。物質誘發性精神病可能持續數小時、數天或數週，但通常在戒斷後一個月內緩解。 治療精神病需要非常徹底的評估，包括病史、家族背景、症狀和其他潛在原因。 治療優先處理緊急症狀，評估潛在的精神疾病，並專注於改變行為和預防物質使用的措施。

## 物質使用與精神分裂症
精神分裂症患者的藥物使用率高於一般人群；50%的精神分裂症患者在他們的一生中使用過物質。（pp. 495,496） 有一種模型認為，這是因為精神分裂症患者使用精神活性藥物進行自我藥療。（p. 500）

## 轉變為精神分裂症
2019年的一項系統性回顧和薈萃分析發現，被診斷為物質誘發性精神病的人中，25%（18–38%) 後來被診斷為精神分裂症，而短暫性精神病、非典型和未特定精神病的比例為36%（30–43%）。 存在的物質是從藥物誘發性精神病轉變為精神分裂症的主要預測因素，最高比例與大麻（34%（25–46%））、致幻劑（26%（14–43%））和安非他命（22%（14–34%）相關。較低的比例報告於阿片類（12%（8–18%））、酒精（9%（6–15%））和鎮靜劑（10%（7–15%））誘發的精神病。轉變率在較年長的隊列中略低，但不受性別、研究國家、醫院或社區位置、城市或農村環境、診斷方法或隨訪時間長度的影響。
| 物質類別               | 研究數目 | 轉變為精神分裂症的比例 | 轉變為精神分裂症的比例 | 轉變為精神分裂症的比例 |
| 物質類別               | 研究數目 | 估計值                 | 下限                   | 上限                   |
| ---------------------- | -------- | ---------------------- | ---------------------- | ---------------------- |
| 短暫性、非典型和未特定 | 34       | 36%                    | 30%                    | 43%                    |
| 綜合                   | -        | 25%                    | 18%                    | 38%                    |
| 大麻                   | 6        | 34%                    | 25%                    | 46%                    |
| 致幻劑                 | 3        | 26%                    | 14%                    | 43%                    |
| 安非他命               | 5        | 22%                    | 14%                    | 34%                    |
| 阿片類                 | 3        | 12%                    | 8%                     | 18%                    |
| 鎮靜劑                 | 3        | 10%                    | 7%                     | 15%                    |
| 酒精                   | 9        | 9%                     | 6%                     | 15%                    |

## 相關物質
使用各種合法和非法物質後可能出現精神病狀態。與精神病相關的使用或戒斷物質包括： 

### 國際疾病分類
ICD-10代碼F10.5—F19.5中概述的精神活性物質誘發性精神障礙：
- F10.5 酒精：[8][9][10] 酒精是精神障礙或發作的常見原因，可能通過急性中毒、慢性酒精中毒、戒斷、現有障礙惡化或急性特異性反應發生。[8] 研究表明，過度飲酒會使男性患精神障礙的風險增加8倍，女性增加3倍。[11][12] 雖然絕大多數病例是急性的，並在治療和/或戒斷後迅速緩解，但有時可能變成慢性和持續性。[8] 酒精性精神病有時被誤診為其他精神疾病，如精神分裂症。[13]
- F11.5 阿片類藥物：研究表明，較強的鴉片類藥物如芬太尼更容易引起精神病和幻覺[14]
- F12.5 大麻素：一些研究表明，大麻可能引發完全的精神病。[15] 近年的研究發現，大麻使用者患精神病的風險增加。[16]
- F13.5 鎮靜劑/催眠劑（巴比妥酸鹽；[17][18] 苯二氮平類藥物）：[19][20][21] 理解某些鎮靜藥物的矛盾效應對這一主題也很重要。[22] 使用鎮靜劑可能產生與預期相反的效果，導致嚴重併發症。倫敦精神醫學、心理學及神經科學研究院的Malcolm Lader估計，即使在短期使用這些藥物時，這些不良反應的發生率約為5%。[23]矛盾反應（英语：paradoxical reactions）可能包括抑鬱（伴隨或無自殺傾向）、恐懼症、攻擊性、暴力行為以及有時被誤診為精神病的症狀。[24][25] 然而，精神病更常見於苯二氮䓬類藥物戒斷症候群（benzodiazepine withdrawal syndrome）。[26]
- F14.5 古柯鹼[27]
- F15.5 其他興奮劑：安非他命、[28][页码请求] 甲基安非他命、[28] 哌醋甲酯等[28] 。
- F16.5 致幻劑（LSD等）
- F18.5 揮發性溶劑（揮發性吸入物）；[29]
  - 甲苯、[30][31] 存在於膠水、油漆、稀釋劑等中。
  - 丁烷[32]
  - 汽油[33]

F17.5 保留用於菸草誘發精神病，但傳統上不認為會誘發精神病。 
F15.5 代碼也包括咖啡因誘發精神病，儘管未明確列於DSM-IV。但有證據表明，極高急性劑量或長期過量攝入咖啡因可能誘發精神病。

### 藥物
- 氟喹諾酮類藥物：使用氟喹諾酮與嚴重毒性精神病案例相關。[36][37][38][39][40][41][42][43][引用过多] 相關喹啉衍生物甲氟喹（瘧滌平）也與精神病相關。[44][45]
- 非處方藥，包括：
  - 高劑量右美沙芬（DXM）。[46][47]
  - 高劑量某些抗組織胺藥。[48][49][50][51]
  - 感冒藥[52]（如含苯丙醇胺PPA）
- 處方藥：
  - 潑尼松等皮質類固醇[53]
  - 異維A酸[54]
  - 抗膽鹼劑
    - 阿托品[55][56]
    - 東莨菪鹼[57]

  - 抗抑鬱藥[58]
  - L-多巴[59]
  - 抗驚厥藥[60]
- 抗精神病藥，在特異質或矛盾反應中
- 抗瘧藥
  - 米帕林[61]

### 其他在美國非法的藥物
其他在美國非法的藥物（未列於上述），包括：
- MDMA（搖頭丸）[62]
- 苯環利定（PCP）[63][64]
- 氯胺酮[65]
- 娛樂用途的合成研究化學品，包括：
- JWH-018和其他一些合成大麻素，或含有這些物質的混合物（如「Spice」、「Kronic」、「MNG」或「Mr. Nice Guy」、「Relaxinol」等）。[66] 在「Spice」或「Incense」中發現的各種「JWH-...」化合物也被發現會在某些人中引發精神病。[67][68][69]
- 甲氧麻黃酮及相關的安非他命類藥物，以「浴鹽」或「植物肥料」名義出售。[70]

### 植物
植物：
- 夏威夷嬰兒木玫瑰（含麥角胺）
- 牽牛花種子（含麥角胺）
- 曼陀羅[71]（曼陀羅、魔鬼喇叭、刺蘋果）
- 顛茄（致命茄）
- 墨西哥鼠尾草[72]

### 非藥用物質
主要來源非藥用的物質：
- 一氧化碳（T58），[73] 二氧化碳（T59.7），[73] 二硫化碳（T65.4）；
- 重金屬；
- 有機磷殺蟲劑（T60.0）；[73]
- 沙林和其他神經毒劑；[73]
- 四乙基鉛（T56.0）；
- 苯胺（T65.3）；
- 丙酮和其他酮類（T52.4）；
- 防凍劑——乙二醇和其他二醇的混合物（T51.8）；
- 砷及其化合物（T57.0）。

## 延伸閱讀
- (PDF). In some people, cannabis use increases the risk of developing mental illnesses like psychosis or schizophrenia ... Frequent cannabis use has also been associated with an increased risk of: suicide, depression, anxiety disorders